# Katedrála svatého Petra a Pavla
Katedrála svatého Petra a Pavla (zkráceně Petrov) je sídelním kostelem biskupa brněnské diecéze. Nachází se v Brně na vrchu Petrov v městské části Brno-střed v jihozápadní části katastrálního území Město Brno. Je národní kulturní památkou, patří k nejvýznamnějším architektonickým památkám jižní Moravy a také mezi nejvýraznější brněnské dominanty (mj. je vyobrazena na české desetikoruně). Obě věže jsou vysoké 84 metrů, interiér lodi a vnitřní zařízení je převážně barokní od sochaře Ondřeje Schweigla.
Současná vnější silueta se dvěma věžemi vznikla podle návrhu architekta Augusta Kirsteina, který vzešel jako vítězný z architektonické soutěže v roce 1901. Na jeho základě byl chrám přestavěn 1904–1909 ve stylu novogotiky.

## Historie

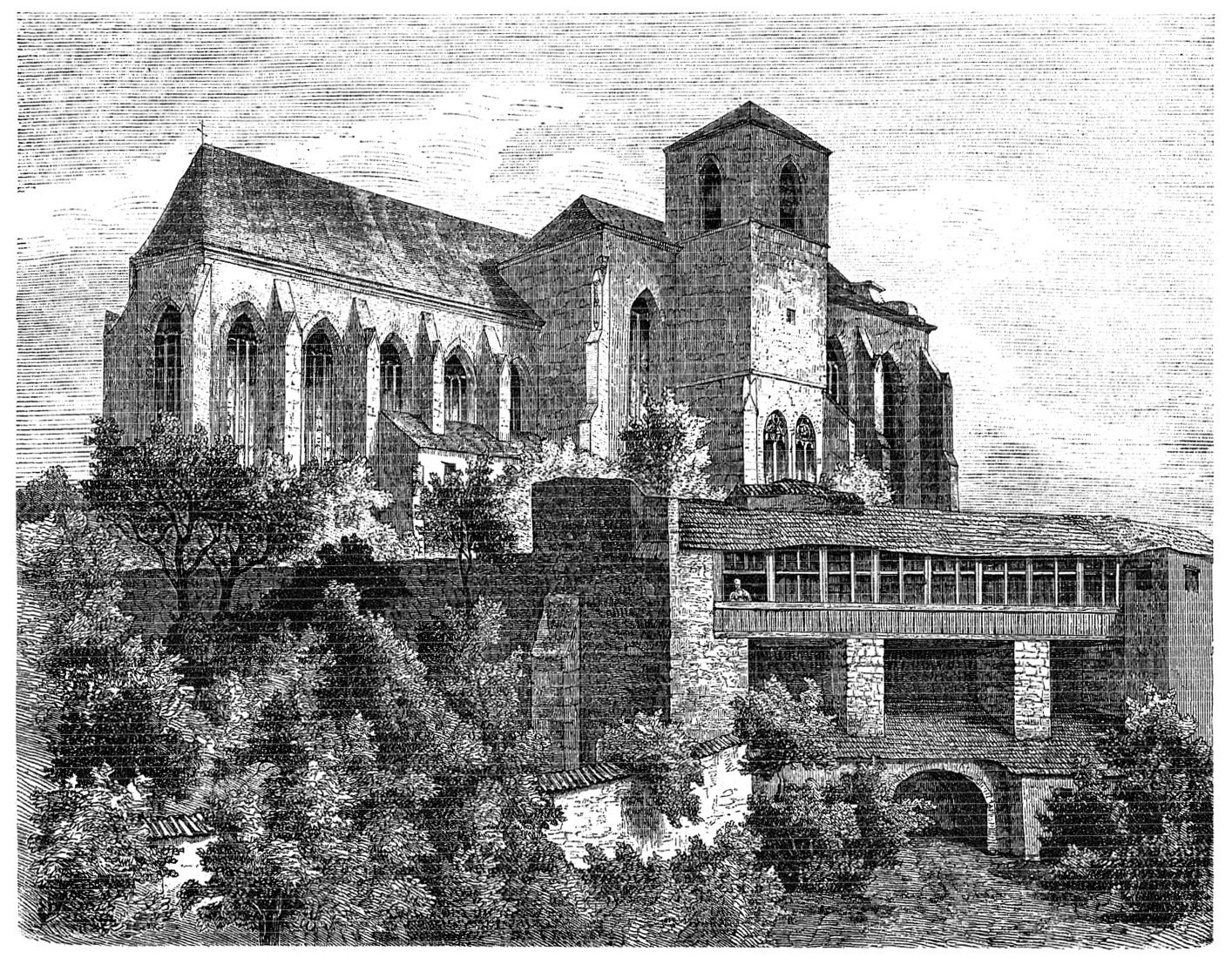
Katedrála v roce 1874

Počátky dnešní katedrály sahají až do 11.–12. století, kdy byla na jejím místě zbudována románská kaple. Na konci 12. století zde pak za vlády markraběte Konráda II. Oty vznikl kostelík, který měl vlastní apsidu i kryptu. Na konci 13. století došlo k další přestavbě na pravděpodobně románskou baziliku, jejíž pozůstatky byly objeveny během archeologického výzkumu katedrály na začátku 21. století a jsou nyní přístupné i veřejnosti. Chrám byl poté přestavěn do raně gotické podoby a dochází i ke vzestupu jeho důležitosti, když se stává proboštským kostelem a také kolegiátní kapitulou. Kostel byl také několikrát vážně poškozen, především v době třicetileté války. Interiér chrámu byl během 18. století poměrně silně barokizován architektem Mořicem Grimmem, což se projevilo především na bočních oltářích, na přestavbě hlavního a také na odstranění značné části gotických prvků z interiéru. Přestavbu provedl významný brněnský stavitel František Benedikt Klíčník. Roku 1777 byl kostel prohlášen katedrálou. U barokizace se však vývoj katedrály nezastavil, jelikož byla v letech 1879–1891 dále architektonicky upravována. V této době došlo k novo-gotizující rekonstrukci presbytáře kaple Panny Marie a také sakristie. Podoba dnešního hlavního oltáře pochází z konce 19. století, když byl předešlý barokní nahrazen dnešním 11 m vysokým pseudo-gotickým dřevěným oltářem od vídeňského řezbáře Josefa Leimera z roku 1891, který znázorňuje ukřižování Krista, na jehož spodní části je vyobrazeno všech dvanáct apoštolů. Po vnější straně katedrály se nachází náhrobky brněnských biskupů Václava Urbana Stufflera a Vincence Josefa Schrattenbacha a také několika patricijských rodin. Po levé straně směrem od hlavního vchodu se nachází vnější kazatelna, tzv. „Kapistránka“, pojmenovaná podle františkánského řádového bratra Jana Kapistrána, který v Brně kázal ve druhé polovině roku 1451. Tato kazatelna mu však nesloužila, vznikla až v pozdější době jako připomenutí jeho osoby.

### Zařízení

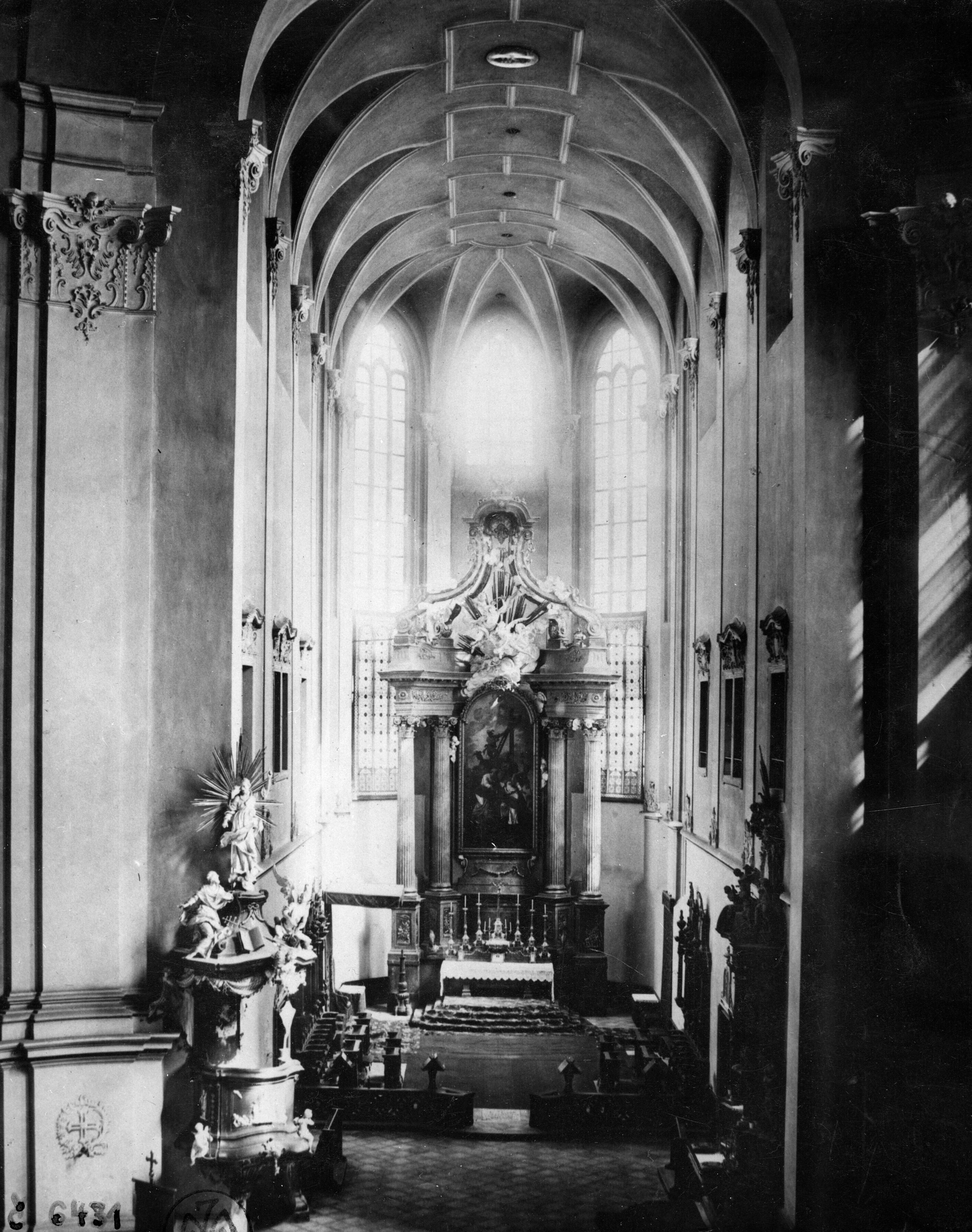
Presbytář s předešlým hlavním oltářem z 18. století

K nejstarším prvkům vybavení patří skříňový tabernákl v Mariánské kapli z roku 1652, upravovaný roku 1783 sochařem Ondřejem Schweiglem, nebo mramorové tělo křtitelnice z roku 1656 od Simona Brandta. Kostelní lavice vytvořil roku 1738 truhlářský mistr Ondřej Romer, zpovědnice ze 40. let 18. století sem byly přemístěny z jezuitského kostela na konci 70. let 18. století. Snad předešlé lavice měl vyrobit roku 1654 Petr Tobiáš Pacher. V sakristii se nachází dva druhy skříní, jedny jsou intarzované, nejspíše od Jana Pelikána z roku 1717, druhé jsou stylově starší a zdobeny černými profilovanými lištami. Hlavní oltář je dílem Augusta Prokopa a Karla Woresche (1891). Boční oltáře, kazatelnu, původní hlavní oltář a ostatní štukovou výzdobu vytvořila v pozdně barokním duchu v 70. a 80. letech 18. století dílna Ondřeje Schweigla. Roku 1909 byl chrám vybaven novými varhanami, jenž zhotovila firma Bratři Paštikové ze Žižkova. Novodobou křížovou cestu vytvořil sochař Jiří Marek.
Na jižní věži katedrály je umístěn tzv. biskupský zvon, který pochází z roku 1649, kdy ho vyrobil Jan Knauff z Opavy. Zvon byl později dvakrát přelit, v roce 1669 olomouckým zvonařem Pavlem Reimerem a v roce 1852 brněnským zvonařem Adalbertem Hillerem (uváděná hmotnost je asi 40 tehdejších centů neboli centýřů, tj. 1600–2400 kg). Na plášti zvonu jsou reliéfy Madony s dítětem a sv. Petra a Pavla. V severní věži jsou čtyři menší zvony, dva pocházejí z roku 1658, kdy je vytvořil brněnský zvonař David Jakub Streckfus, a dva novější pocházejí z roku 1970.

## Betlém
Tvůrce petrovského betlému je řezbář Heřman Kotrba. Ten začal s vyřezáváním v roce 1950. Tehdy byl farářem zdejší farnosti P. Josef Navrkal, který jeho tvorbu podporoval jak finančně, tak neustálým povzbuzováním a velkým zájmem o nově vznikající dílo. Heřman Kotrba dokončil betlém v roce 1953. Betlém je vyřezán z několika monobloků lipového dřeva a od ostatních betlémů se odlišuje tím, že jeho figury nejsou vyřezány každá zvlášť, ale v několika skulpturách sdružených postav. Dokolorovány jsou vodovou temperou a poté přelakovány. Heřman Kotrba se nechal při tvorbě tohoto betlému inspirovat středověkými výjevy a reliéfy pozdně gotických oltářů jako je Stošův oltář v Krakově, Spišský na Slovensku, či Levočský oltář, na jehož rekonstrukci pracoval.

### Program záchrany architektonického dědictví
V rámci Programu záchrany architektonického dědictví bylo v letech 1995-2014 na opravu katedrály svatého Petra a Pavla čerpáno 13 900 000 Kč.
| rok    | 1995  | 1996  | 1997  | 1998  | 1999 | 2000  |
| ------ | ----- | ----- | ----- | ----- | ---- | ----- |
| částka | 2 900 | 2 800 | 2 600 | 1 500 | 600  | 3 500 |

## Nápis nad vchodem
Nad hlavním vstupem do katedrály se na jejím průčelí nachází latinsky psaný citát z Matoušova evangelia:
| „              | Venite ad me omnes qui laboratis et onerati estis / et ego reficiam vos tollite iugum meum super / vos et discite a me quia mitis sum et humilis / corde et invenietis requiem animabus vestris / iugum enim meum suave est et onus meum leve est. Pojďte ke mně, všichni, kdo se lopotíte a jste obtíženi, / a já vás občerstvím. Vezměte na sebe mé jho / a učte se ode mě, neboť jsem tichý a pokorný / srdcem a naleznete pro své duše odpočinek. / Vždyť mé jho netlačí a mé břemeno netíží. | “ |
| — Mt 11, 28-30 | |   |

## Fotogalerie

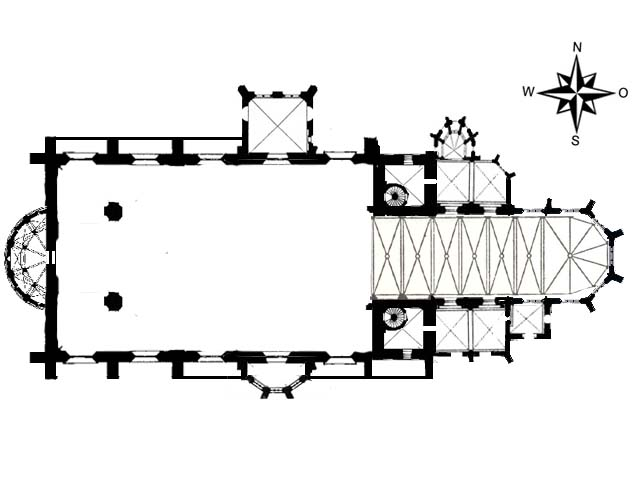
Půdorys katedrály
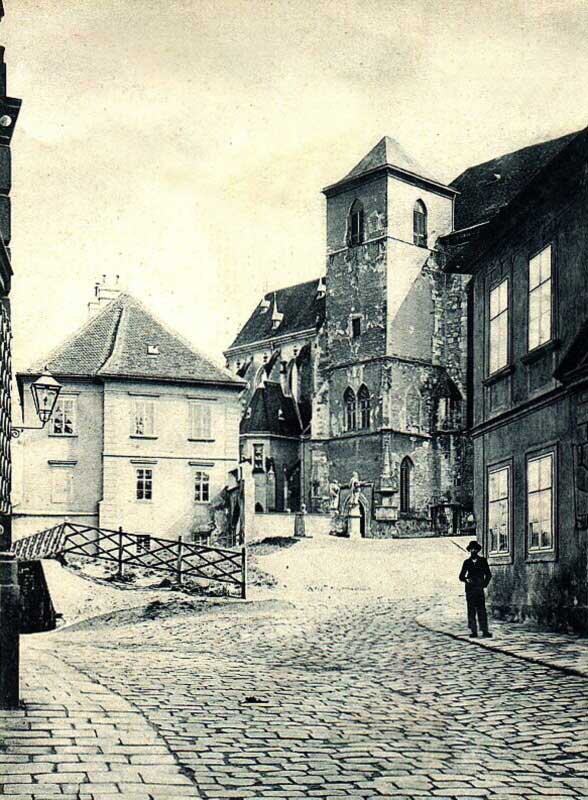
Katedrála před přestavbou
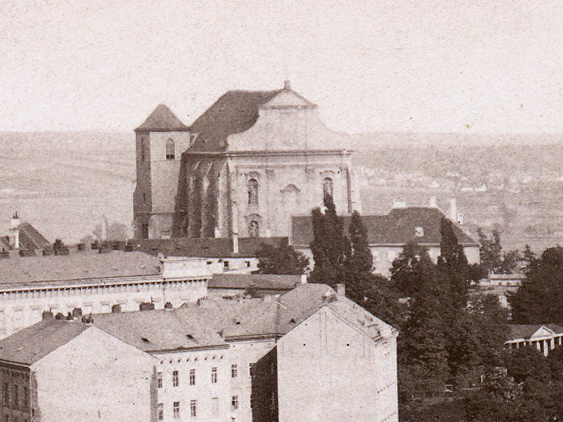
Katedrála před novogotickou přestavbou, foto 1869
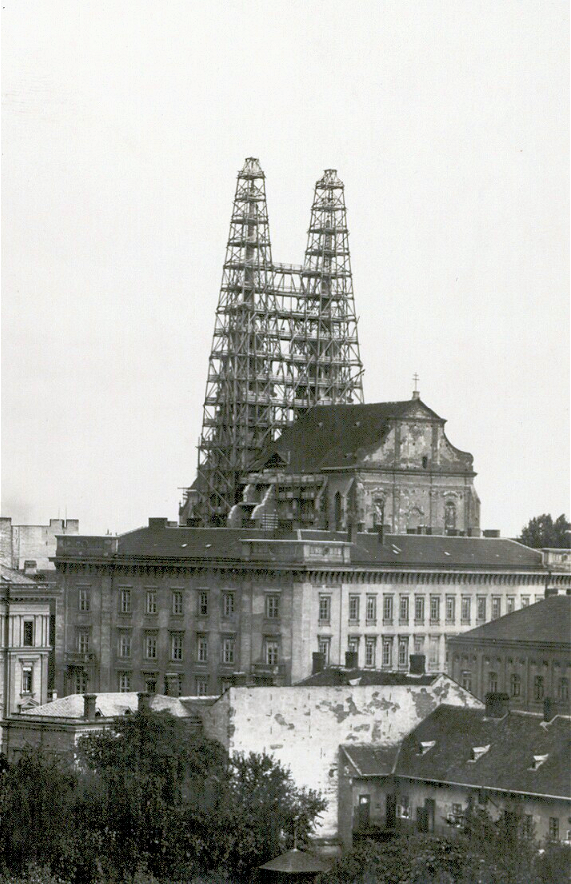
přestavba katedrály, foto 1904/1905
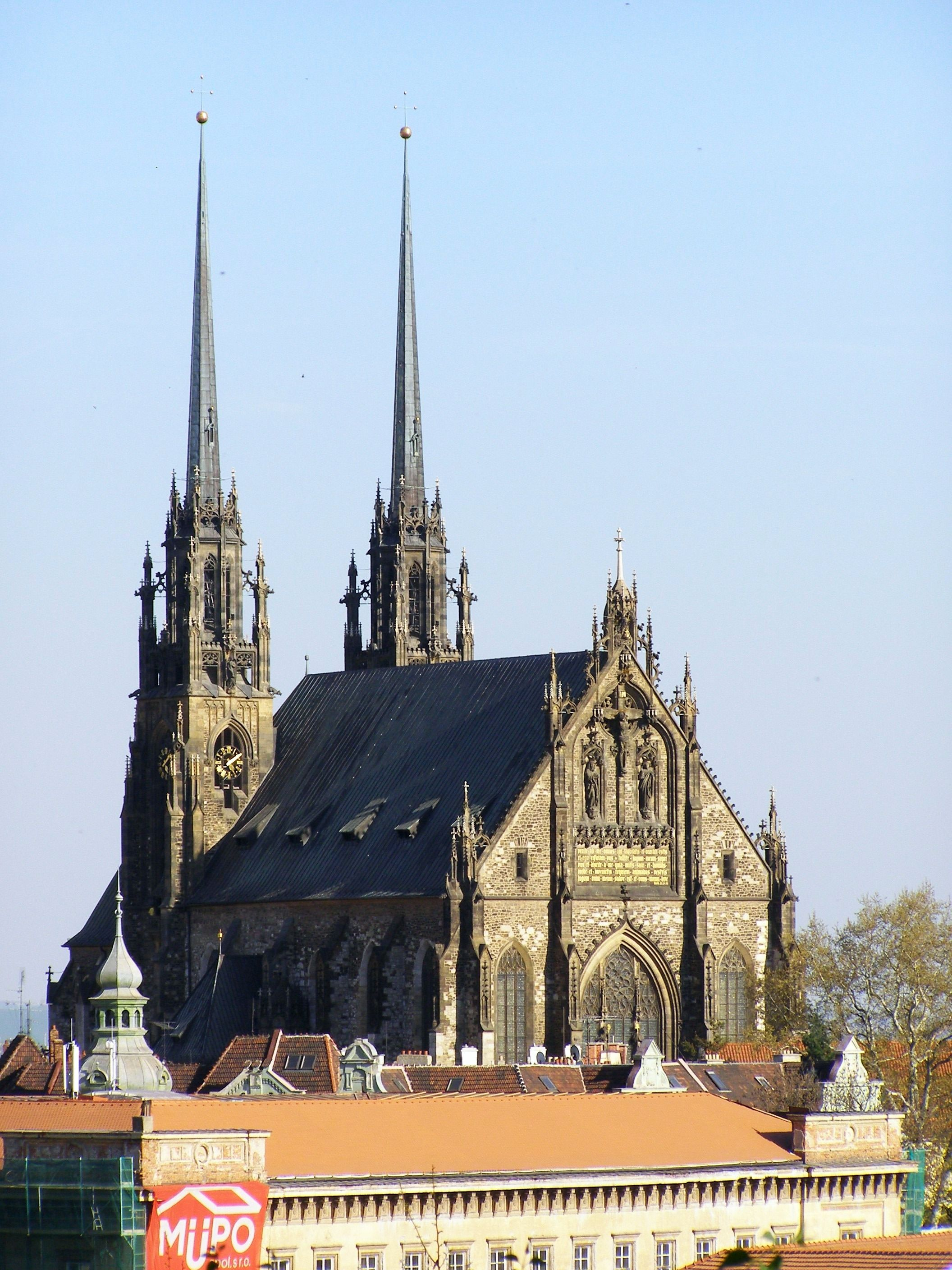
Pohled z úpatí Špilberku
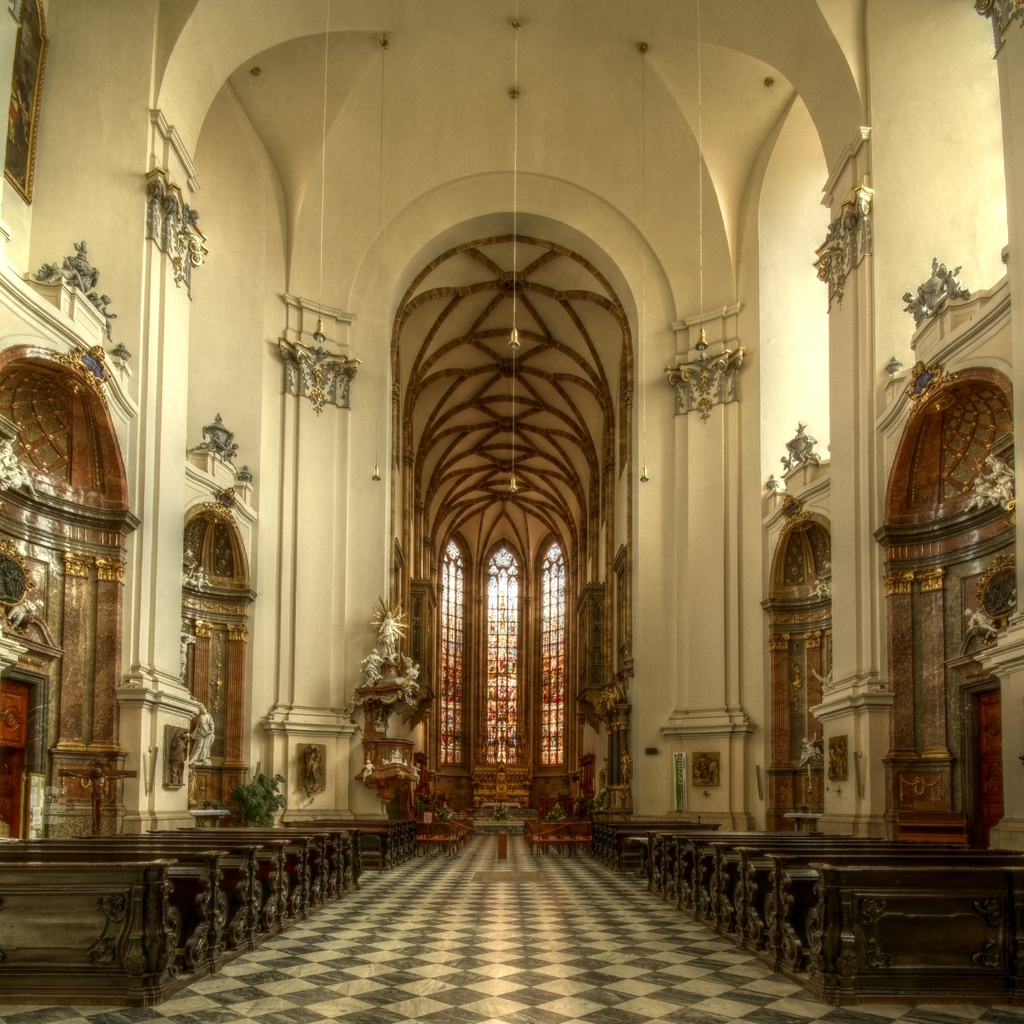
Interiér katedrály
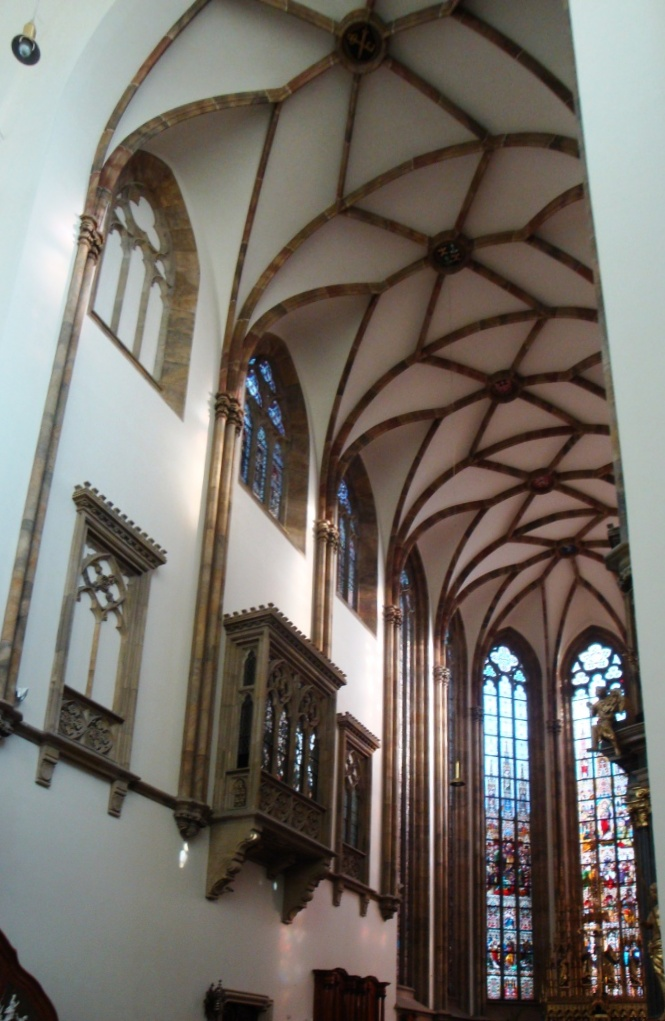
Klenba v presbytáři
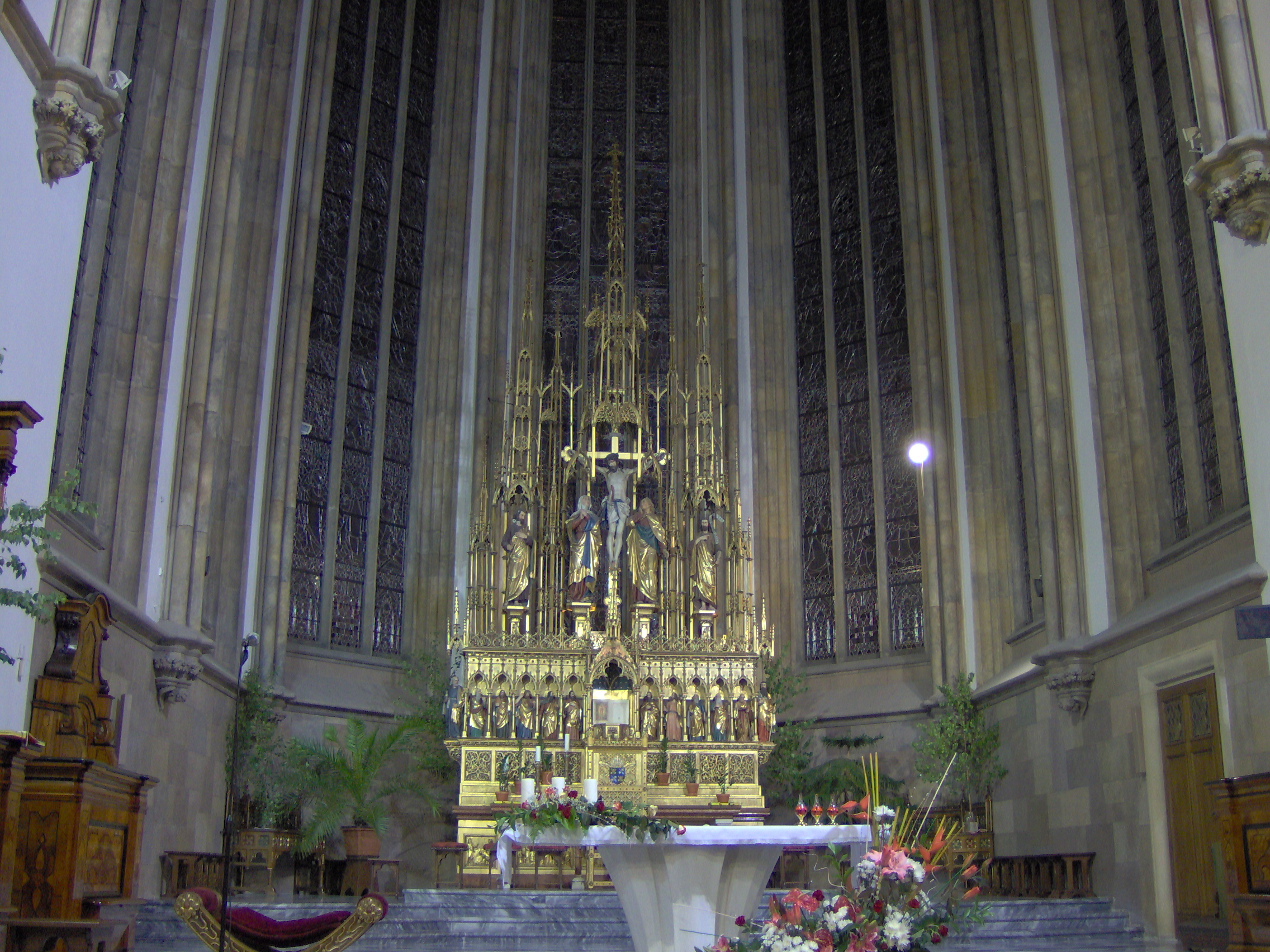
Hlavní oltář
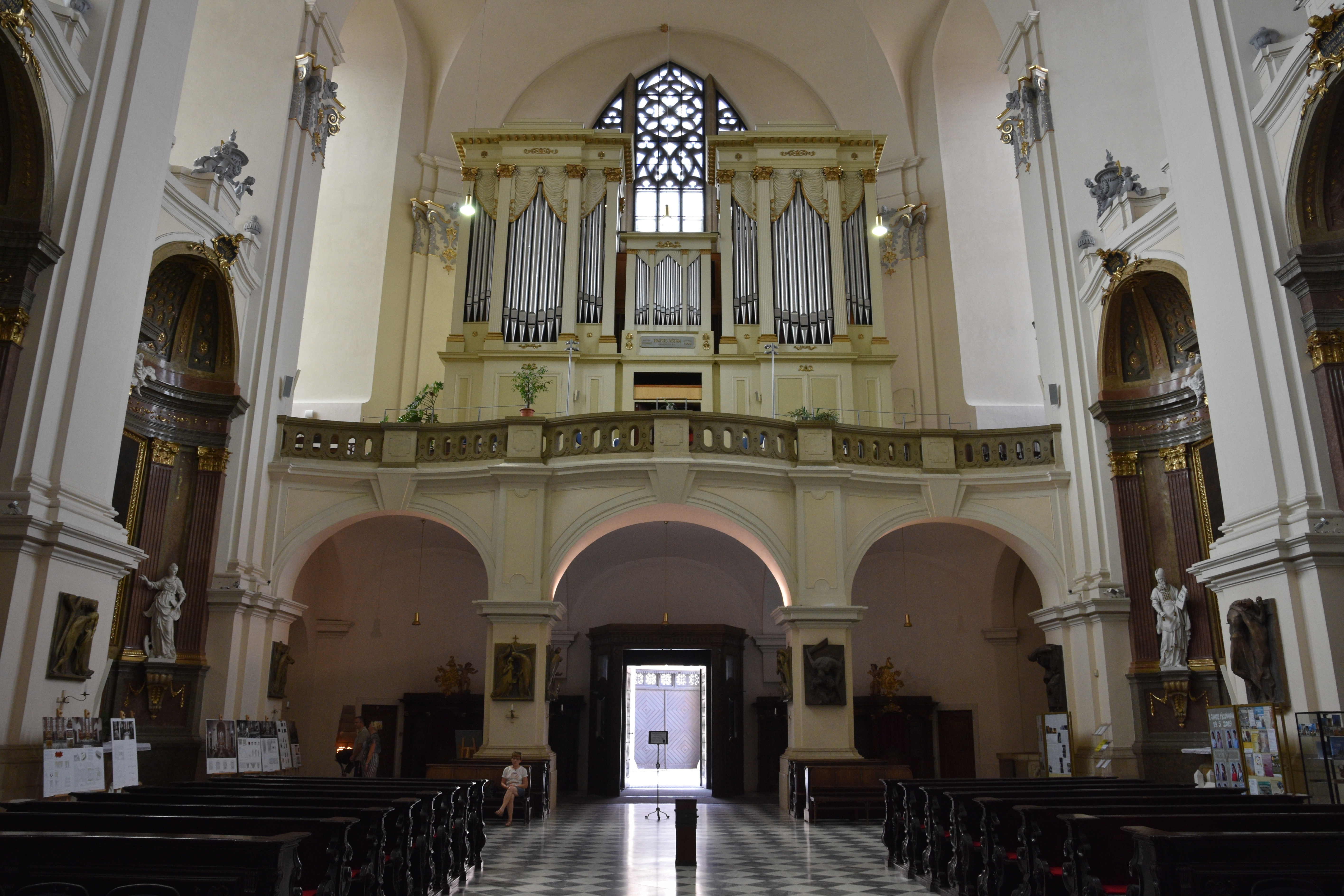
Kruchta s varhany
Vnější náhrobek biskupa Václava Urbana Stufflera
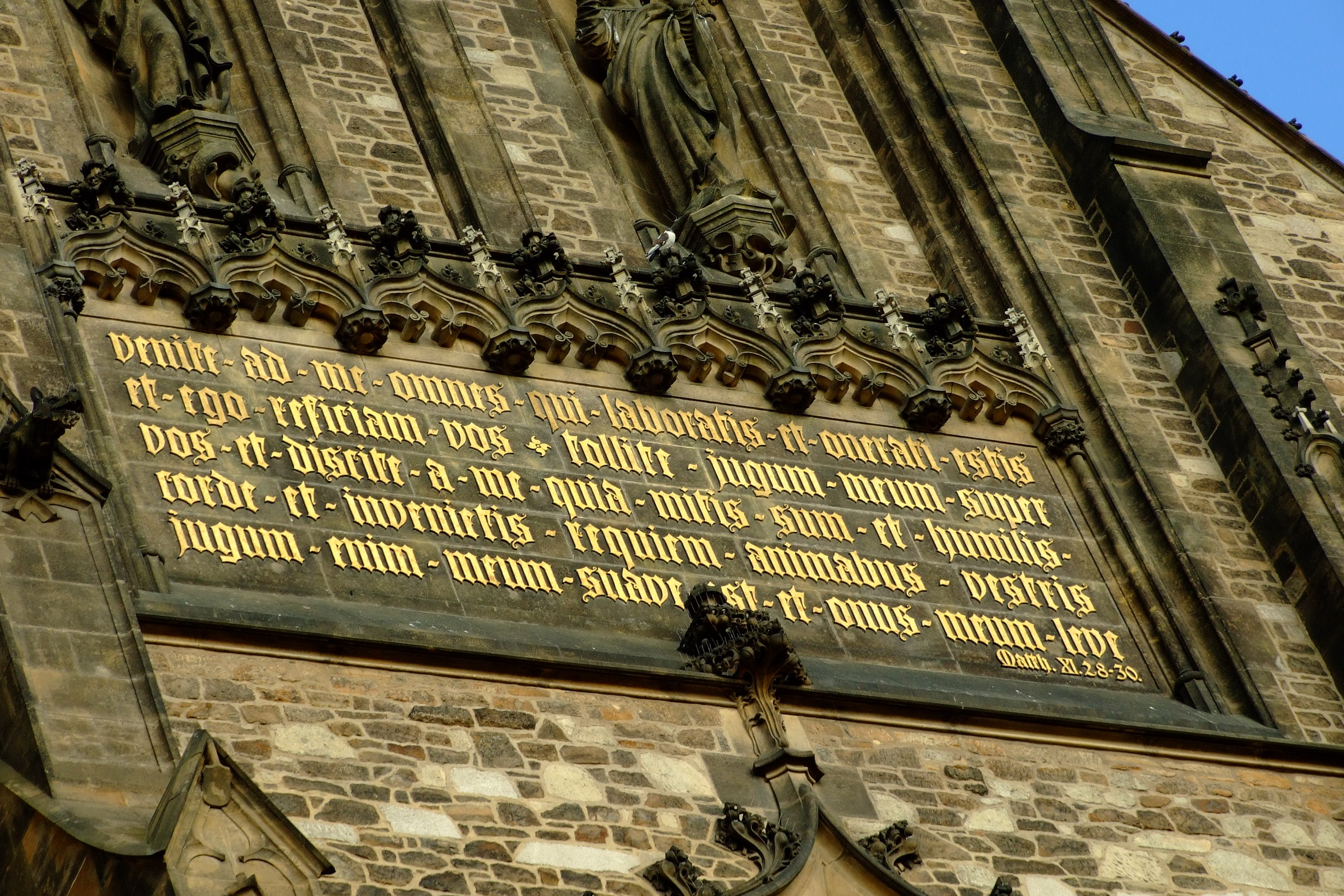
Citát z Matoušova evangelia uvedený na průčelí katedrály
Pohled na katedrálu z věže Staré radnice
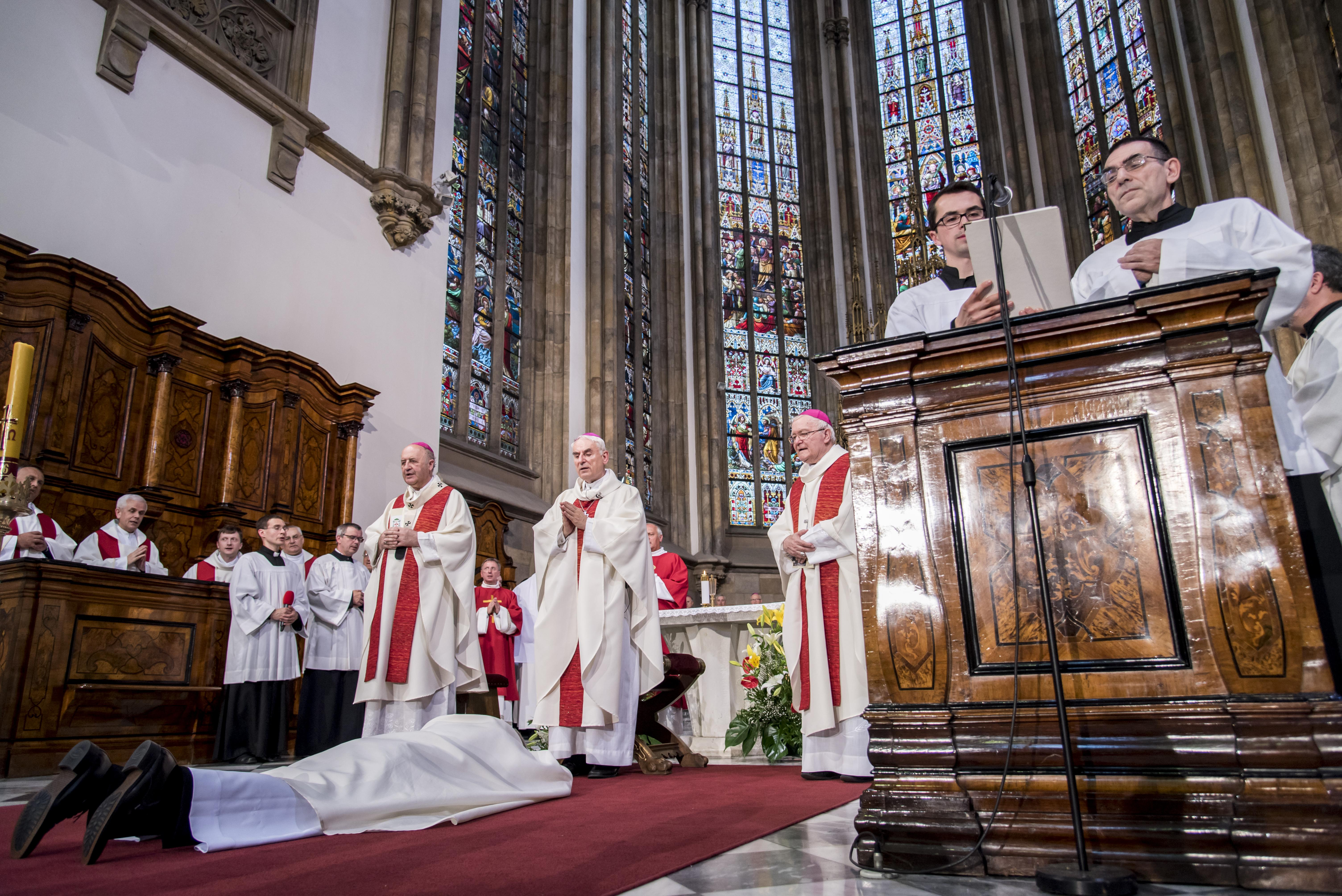
Presbytář katedrály při biskupském svěcení Pavla Konzbula (2016)
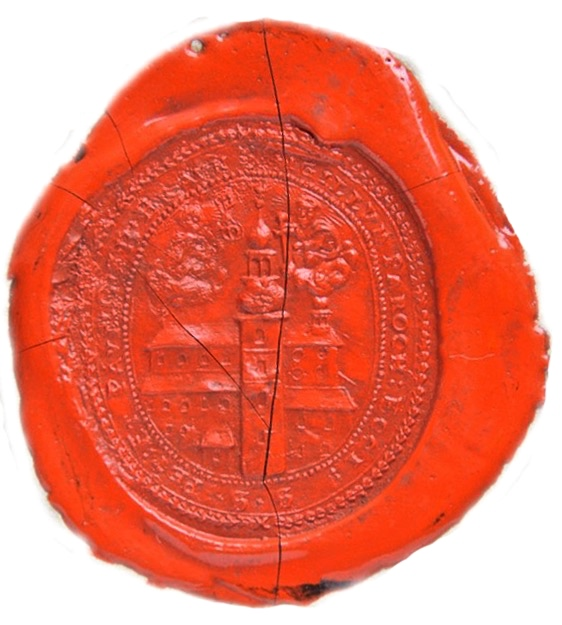
Pečeť katedrály Petra a Pavla v Brně
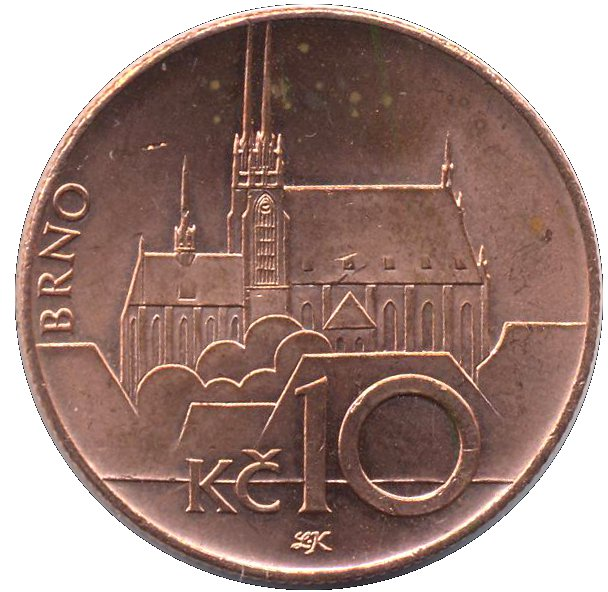
Katedrála na české desetikorunové minci